# Giuseppe Mazzatinti
Giuseppe Mazzatinti (Gubbio, 22 settembre 1855 – Forlì, 15 aprile 1906) è stato un filologo, bibliografo e bibliotecario italiano.

## Biografia
Fu allievo di Alessandro D'Ancona a Pisa. Insegnò al Liceo ginnasio Giovan Battista Morgagni di Forlì.
Nel 1887 divenne direttore della Biblioteca comunale di Forlì. Nello stesso periodo (1886-1888), pubblicò i risultati di un lavoro di ricerca dei manoscritti italiani nelle biblioteche di Francia, ricerca compiuta per incarico del Governo, dandone un catalogo in tre volumi.
A quest'opera fecero seguito:
- la fondazione della rivista Gli Archivi della storia d'Italia, diretta da Giustiniano Degli Azzi e di cui è stata pubblicata anche una raccolta in 4 volumi (1899-1906);
- la pubblicazione della Bibliografia leopardiana, proseguita poi da Giulio Natali.

Ricercatore infaticabile di manoscritti, Mazzatinti pubblicò, in 13 volumi, gli Inventari dei manoscritti delle biblioteche d'Italia (1891-1906), opera di fondamentale importanza nel settore, in cui ebbe vari collaboratori e prosecutori.
Tra i suoi lavori più importanti va anche citato lo studio de La biblioteca dei re d'Aragona di Napoli (1897).

## Opere
Curò la pubblicazione di molti manoscritti inediti:
- Cronaca di ser Guerriero da Gubbio (1902)
- Annales forolivienses (1903)
- Epistolari di:
  - V. Armanni
  - Vittorio Alfieri
  - Vincenzo Monti
  - Gioachino Rossini
  - Giuseppe Mazzini